# Fumiaki Fujita
Fumiaki Fujita (jap. 藤田 文章 Fujita Fumiaki; ur. 1924, zm. 26 marca 2005) – japoński matematyk, fizyk oraz miłośnik i teoretyk origami.

## Życiorys
Fujita urodził się w Japonii, ale wyemigrował do Włoch, aby studiować fizykę nuklearną na uniwersytecie w Padwie.
Jego imię i nazwisko było zapisywane także w nieużywanej już transkrypcji Humiaki Huzita.